# Pasilobus mammosus
Pasilobus mammosus is een spinnensoort uit de familie van de wielwebspinnen (Araneidae).
De wetenschappelijke naam van de soort werd in 1899 als Aethrodes mammosa gepubliceerd door Reginald Innes Pocock.